# Maliattha furcata
Maliattha furcata là một loài bướm đêm trong họ Noctuidae.